# مثلث لوزانيتش
مثلث لوزانيتش هو مجموعة مثلثية من المعاملات ذات الحدين بطريقة مشابهة جدًا لمثلث باسكال. سُميّ على اسم الكيميائي الصربي سيما لوزانيتش، الذي بحث في تحقيقه في التناظرات التي تظهرها صفوف البارافينات (مصطلح قديم للألكانات) وأنواع الأيزومرات وعدد الألكانات.
الصفوف القليلة الأولى من مثلث لوزانيتش هي
```
                      1
                     1 1
                    1 1 1
                  1 2 2 1
                 1 2 4 2 1
               1 3 6 6 3 1
              1 3 9 10 9 3 1
            1 4 12 19 19 12 4 1
           1 4 16 28 38 28 16 4 1
         1 5 20 44 66 66 44 20 5 1
        1 5 25 60 110 126 110 60 25 5 1
      1 6 30 85 170 236 236 170 85 30 6 1
     1 6 36 110 255 396 472 396 255 110 36 6 1
   1 7 42 146 365 651 868 868 651 365 146 42 7 1
  1 7 49 182 511 1001 1519 1716 1519 1001 511 182 49 7 1
1 8 56 231 693 1512 2520 3235 3235 2520 1512 693 231 56 8 1
```

مُدرج في (متسلسلة A034851 في OEIS).
كما هو الحال في مثلث باسكال، فإن أقطار الحافة الخارجية لمثلث لوزانيتش كلها 1، ومعظم الأرقام المغلقة هي مجموع الرقمين أعلاه. ولكن بالنسبة للأرقام الموجودة في المواضع الفردية k في الصفوف الزوجية n (بدء الترقيم لكليهما بـ 0)، بعد إضافة الرقمين أعلاه، اطرح الرقم الموجود في الموضع (k − 1)/2 في الصف n/2 − 1 من مثلث باسكال.
تحتوي الأقطار الموجودة بجوار أقطار الحافة على الأعداد الصحيحة الموجبة بالترتيب، ولكن مع ذكر كل عدد صحيح مرتين ( A004526).
بالانتقال إلى الداخل، يحتوي الزوج التالي من الأقطار على "المربعات الربعية" ( A002620)، أو الأرقام المربعة والأرقام البرونية المتداخلة.
يحتوي الزوج التالي من الأقطار على أرقام الألكان l(6, n) (  A005993 ). ويحتوي الزوج التالي من الأقطار على أرقام الألكان l (7، n ) (  A005994 )، في حين أن الزوج التالي يحتوي على أرقام الألكان l (8، n ) (  A005995 )، ثم أرقام الألكانات l (9، n ) (  A018210 )، ثم l (10، n ) (  A018211 )، l (11، n ) (  A018212 )، l (12، n ) (  A018213 )، إلخ.
مجموع الصف n من مثلث لوزانيتش هو {\displaystyle 2^{n-2}+2^{\lfloor n/2\rfloor -1}} ( A005418 يسرد أول ثلاثين قيمة أو نحو ذلك).
تتداخل مجموع أقطار مثلث لوزانيتش {\displaystyle {F_{2n-1}+F_{n+1}} \over 2} مع {\displaystyle {F_{2n}+F_{n}} \over 2} (حيث Fx هو عدد فيبوناتشي x).
كما هو متوقع، فإن وضع مثلث باسكال فوق مثلث لوزانيتش وطرحه يعطي مثلثًا يتكون قطريه الخارجيين من أصفار ( A034852 ، أو  A034877 لإصدار بدون الأصفار). هذا المثلث الفرقي له تطبيقات في الدراسة الكيميائية للأنظمة المتعددة الأضلاع المكثفة.